# Hayden Lake
Hayden Lake is een plaats (city) in de Amerikaanse staat Idaho, en valt bestuurlijk gezien onder Kootenai County.

## Demografie
Bij de volkstelling in 2000 werd het aantal inwoners vastgesteld op 494.
In 2006 is het aantal inwoners door het United States Census Bureau geschat op 553, een stijging van 59 (11,9%).

## Geografie
Volgens het United States Census Bureau beslaat de plaats een oppervlakte van
1,0 km², geheel bestaande uit land. Hayden Lake ligt op ongeveer 777 m boven zeeniveau.

## Plaatsen in de nabije omgeving
De onderstaande figuur toont nabijgelegen plaatsen in een straal van 12 km rond Hayden Lake.